# Hafermilch

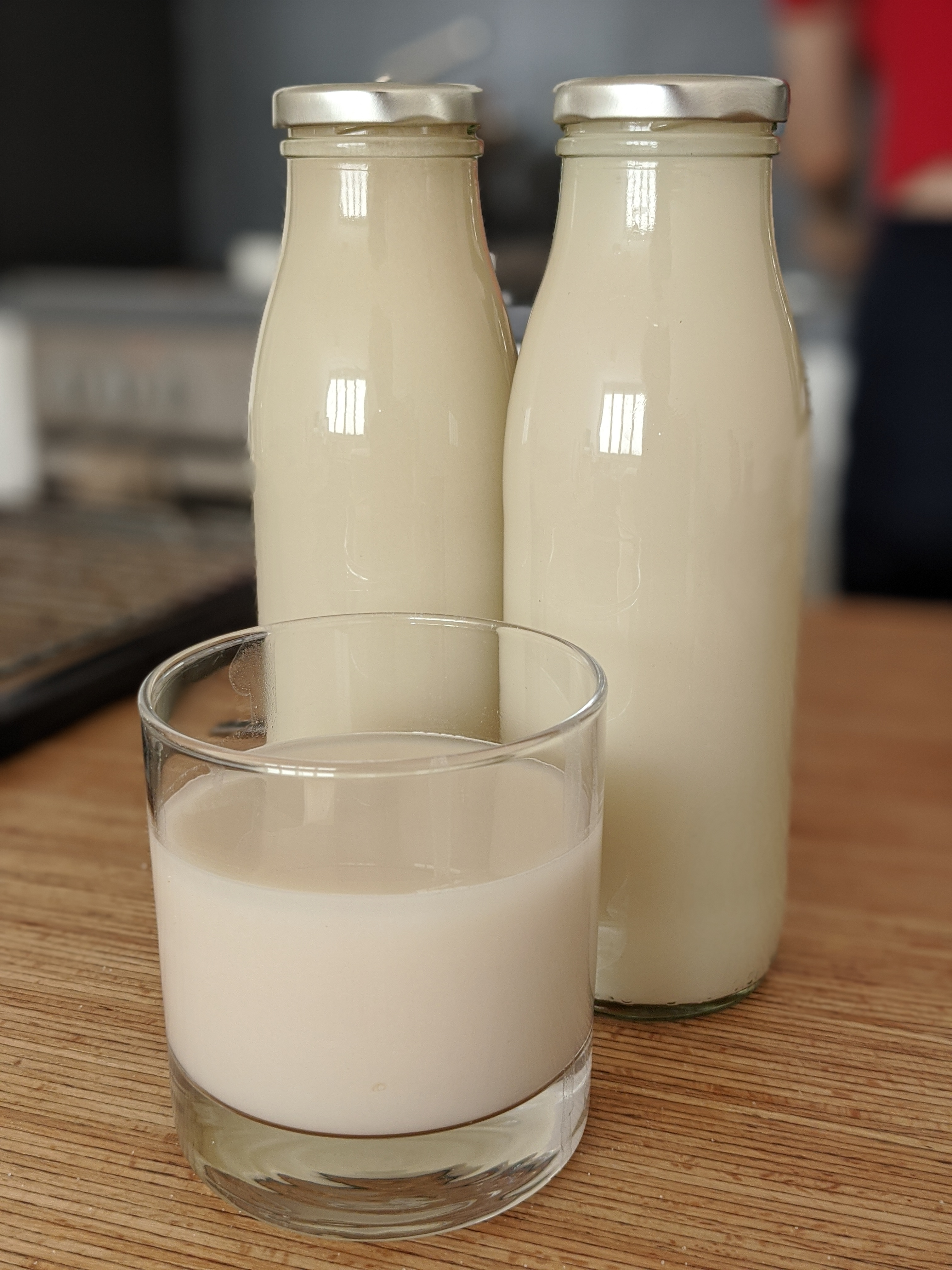
Hafermilch in Glasflaschen

Hafermilch ist eine Form der Getreidemilch aus Saat-Hafer. Bei klassischer Hafermilch wird hierbei Hafer mit Wasser vermahlen, homogenisiert und in der Regel durch Fermentation unter Zusatz von Enzymen die Stärke im Hafer in Malzzucker umgewandelt. Hafermilch kann außerdem mit Calcium, Vitamin B12, Vitamin D und Iod angereichert sein.

## Geschichte
Der schwedische Professor für Lebensmitteltechnologie Rickard Öste entwickelte in den 1990er Jahren an der Universität Lund eine Methode, Hafergetränke herzustellen. Er beschäftigte sich damals mit Laktoseintoleranz und ökologischer Landwirtschaft. Kurz darauf gründete er mit seinem Bruder Björn und einigen Investoren das Unternehmen Oatly zur Herstellung des Getränks. Unternehmen der Molkereibranche sahen 2019 in Hafermilch einen Wachstumsmarkt.

## Herstellung

### Manuell
Zunächst werden die gewünschte Menge Trinkwasser und ca. 10 % Haferflocken vermengt und entweder für mehrere Stunden eingeweicht oder gekocht. Anschließend wird die Masse püriert, bis eine homogene Flüssigkeit entsteht. Abschließend können die festen Bestandteile herausgefiltert werden, etwa mittels eines Seihtuches. Die dabei anfallenden Filterrückstände, ähnlich dem Trester beim Pressen von Früchten, sind ebenfalls zum Verzehr geeignet. Das Ergebnis dieser Zubereitungsmethode unterscheidet sich in Geschmack und Eigenschaften jedoch deutlich von industriell hergestellter Hafermilch.
Um auch bei manueller Zubereitung einen vergleichbaren Geschmack und Eigenschaften wie bei Hafermilch aus dem Supermarkt zu erreichen, gibt es praktische Enzymlösungen für den Heimgebrauch, womit durch die Zugabe von Enzymen (Amylasen und Peptidasen) ein vergleichbares Ergebnis ermöglicht wird wie bei industriell hergestellter Hafermilch.
Diese Enzyme, die auch im menschlichen Speichel enthalten sind, zerlegen die im Hafer enthaltenen Vielfachzucker (wie Stärke) in einfachere Zucker, wie zum Beispiel Maltose. Bei diesem Prozess handelt es sich um eine enzymgesteuerte Hydrolyse, die auch Fermentation (Ferment: veraltet für Enzym) genannt wird. Dadurch schmeckt die Hafermilch süßer als der Hafer selbst, ist etwas sämiger und dickt auch beim Erhitzen nicht an.

### Industriell
Das Ausgangsmaterial sind Haferkörner, rund 100 g je Liter Endprodukt. Diese werden vor der Weiterverarbeitung entspelzt. Anschließend werden sie mit Wasser vermengt und gemahlen. Um die gewünschte Süße zu erreichen, wird bei vielen Produkten unter Zusatz von Enzymen durch Fermentation ein Teil der Stärke des Hafers in Malzzucker umgewandelt. Produkte, die als zuckerfrei deklariert werden, enthalten aufgrund einer Spitzfindigkeit des Lebensmittelrechts dennoch bis zu 10 % Maltose und Glucose. Deklariert werden muss nämlich nur der hinzugefügte Zucker, nicht jedoch natürlich vorhandener Zucker oder Zucker, der während des Produktionsverfahrens auf natürliche Art und Weise aus der Haferstärke entstanden ist. Abschließend wird die Masse homogenisiert, die festen Bestandteile werden herausgefiltert. Die dabei anfallenden Filterrückstände, darunter die Kleie, sind ebenfalls zum Verzehr geeignet. Diese werden bei industrieller Produktion in Form von Haferpülpe als hochwertiges Futter an viehhaltende Betriebe geliefert. So gibt z. B. der Lebensmittelhersteller Oatly laut eigenen Angaben jährlich ca. 60 % der anfallenden Pülpe (= ca. 50.000 Tonnen) an schweinehaltende Landwirtschaftsbetriebe ab. Der verbleibende Rest wird als Gärsubstrat zur Energiegewinnung in Biogasanlagen verwendet.
Je nach gewünschtem Geschmack der Hafermilch können Süßungsmittel, Enzyme (Amylasen und Peptidasen), Speisesalz und andere Würzmittel sowie Aromen bei der Verarbeitung hinzugegeben werden.
Zum Teil enthalten die Endprodukte weitere Stoffe wie Pflanzenöle, Konservierungsmittel, Verdickungsmittel, Säuerungsmittel, Vitamine, etwa Vitamin B12, und Mineralstoffe, beispielsweise Calcium. Calciumsalze werden hinzugefügt, damit Hafermilch als Ersatz für Milch verwendet werden kann. Überwiegend werden die Produkte ultrahocherhitzt, wodurch die Hafermilch haltbar gemacht wird und auch ohne Kühlung gelagert werden kann.
Im europäischen Durchschnitt verbrauchte Ressourcen für 1 Liter sind:
|                      | Hafermilch | Kuhmilch  |
| -------------------- | ---------- | --------- |
| CO2-Äquivalente      | 0,6 kg     | 2,2 kg    |
| Phosphat-Äquivalente | 1,4 g      | 9,2 g     |
| Wasserverbrauch      | 3,4 Liter  | 248 Liter |
| Landverbrauch        | 0,8 m2     | 9 m2      |

## Konsum
Gründe für die Verwendung von Hafermilch anstelle von tierischer Milch können gesundheitlicher Natur sein, beispielsweise eine Milcheiweißallergie oder Milchzuckerunverträglichkeit, Hafermilch ist zudem cholesterinfrei. Ökologische oder ethische Überlegungen können auch eine Rolle spielen, etwa die im Vergleich zu Kuhmilch geringeren Auswirkungen auf Umwelt und Klima sowie Erwägungen des Tierwohls.
2020 wurden in Deutschland 127 Millionen Liter Hafermilch verkauft, doppelt so viel wie 2019. 2021 war Hafermilch mit 55,9 % die meistverkaufte Milchalternative, auf dem zweiten Platz lag Sojamilch.

## Handelsbezeichnung

Verschiedene Haferdrinks aus einem deutschen Bio-Supermarkt, rechts eine Packung Hafercuisine

„Hafermilch“ ist die im allgemeinen Sprachgebrauch übliche Bezeichnung. Als Handelsbezeichnung werden andere Begriffe wie „Haferdrink“ verwendet, denn Milchersatz darf in der EU nicht mit der Bezeichnung „Milch“ in Verkehr gebracht werden. Nach Verordnung (EU) Nr. 1308/2013 ist der Begriff Milch „ausschließlich dem durch ein- oder mehrmaliges Melken gewonnenen Erzeugnis der normalen Eutersekretion, ohne jeglichen Zusatz oder Entzug, vorbehalten“. In der Schweiz und Liechtenstein gelten vergleichbare rechtliche Bestimmungen.

## Kritik
Hafermilch wird gelegentlich mit der Kennzeichnung „Ohne Zuckerzusatz“ versehen. Bei genauer Untersuchung sind jedoch bis zu 10 % Zucker enthalten, die aufgrund lebensmittelrechtlicher Bestimmungen nicht deklariert werden müssen. Dadurch kann beim Verbraucher der falsche Eindruck entstehen, es handle sich um ein kalorienarmes Getränk.
Im Schnitt enthält Hafermilch 6 g Zucker pro 100 ml und ist damit vergleichbar mit dem Zuckergehalt von Kuhmilch. Durchschnittlich liegt der Kaloriengehalt unter der von Kuhmilch.  Diabetiker sollten wegen des hohen Kohlenhydratanteils der Hafermilch trotzdem vorsichtig sein.
Inzwischen gibt es verschiedene Hafermilchsorten, bei welchen der Hafer nicht fermentiert wird und deshalb auch keinerlei Zucker enthalten ist. Diese sind z. B. mit dem Zusatz „Ohne Zucker“ versehen.

## Ähnliche pflanzliche Getränke
- Pflanzliche Milch
- Reismilch
- Sojamilch
- Mandelmilch